# Rovaniemi
Rovaniemi là một thành phố ở tỉnh Lapland, Phần Lan. Thành phố cách Vòng Bắc Cực 5 km về phía nam. Đây là cửa ngõ đến Lapland và nơi có làng Ông già Noel. Thành phố có sân bay Rovaniemi. Thành phố có diện tích 8016 km² và dân số xấp xỉ 61.000 người.